# Mikhaïl Barychnikov
Pour les articles homonymes, voir Barychnikov.
 (octobre 2023).
Le contenu est difficilement compréhensible vu les erreurs de traduction, qui sont peut-être dues à l'utilisation d'un logiciel de traduction automatique.
Scènes principales
Théâtre Mariinsky 
 American Ballet Theatre 
 New York City Ballet
Mikhaïl Nikolaïevitch Barychnikov (en russe : Михаил Николаевич Барышников, letton : Mihails Barišņikovs) est un danseur, chorégraphe, directeur de ballet et acteur soviétique, naturalisé américain puis letton, né le 27 janvier 1948 à Riga (alors en république socialiste soviétique de Lettonie, URSS). Il était aussi aficionado du jeu mondialement connu des échecs.
Il est fréquemment cité aux côtés de Vaslav Nijinski, Rudolf Noureev et de Vladimir Vassiliev comme étant l'un des danseurs les plus importants du XXe siècle.
Son succès comme acteur à la scène, au cinéma et à la télévision a certainement contribué à sa notoriété comme danseur de ballets modernes.

## Biographie

### Origines et formation
Mikhaïl Barychnikov naît de parents russes le 27 janvier 1948 à Riga en Lettonie, alors en URSS, où il commence des études de danse classique, en 1957, à l'école de l'Opéra national de Lettonie.
En 1964, il intègre la prestigieuse académie de ballet Vaganova, anciennement Académie impériale de Saint-Pétersbourg (et alors appelée Institut chorégraphique d'État de Léningrad), où il est l'élève d'un des plus grands maîtres de l'histoire de la danse, Alexandre Pouchkine, qui avait, auparavant, formé Rudolf Noureev.
Il remporte en 1966 la médaille d'or du Concours international de ballet de Varna en Bulgarie et une médaille d'or au Concours international de ballet de Moscou en 1969.

### Au ballet du théâtre Kirov
En 1967, Mikhaïl Barychnikov entre dans la compagnie de ballet du théâtre Kirov où il danse Paysan, le pas de deux de Giselle.
Nommé étoile en 1969, il est apprécié pour sa présence sur la scène et la pureté de sa technique, au point que plusieurs chorégraphes russes — dont Oleg Vinogradov, Konstantin Sergeyev, Igor Tchernikov et Leonid Jacobson — ont créé des ballets spécialement pour lui. Barychnikov interprète le rôle-titre virtuose du Vestris (1969) de Jakobson ainsi que le personnage d'Albrecht dans Giselle, ou les Wilis.

### Passage au Canada
Lors de la tournée canadienne du ballet du Bolchoï en 1974, Mikhaïl Barychnikov disparaît de l'espace public pendant quelques jours. Il profite de ce laps de temps pour déposer une demande d'asile politique au Canada, qui décide de l'accepter. Barychnikov annonce au monde de la danse qu'il ne rentrera pas en Russie.

### Danseur étoile de l'American Ballet Theatre
Après le Canada, où il danse au sein de diverses compagnies en tant que danseur libre, Mikhaïl Barychnikov intègre l'American Ballet Theatre comme principal dancer de 1974 à 1978.
Il commence une carrière en tant que danseur étoile, en interprétant Giselle avec Natalia Makarova pour partenaire.

### Danseur étoile du New York City Ballet
En juillet 1978, Mikhaïl Barychnikov quitte l'American Ballet Theatre après quatre ans en tant que danseur étoile au profit du New York City Ballet.
C'est là qu'il rencontre George Balanchine et Jerome Robbins avec lesquels il travaillera. Il y apprend la dynamique des mouvements de George Balanchine.
Mikhaïl Barychnikov abandonne sa carrière indépendante pour passer quinze mois comme danseur principal du New York City Ballet dirigé par celui qu'on appelait « Mr B. », le légendaire George Balanchine. Ce dernier ouvre rarement la porte de sa compagnie à de nouveaux artistes et a déjà refusé de travailler avec Rudolf Noureev et Alicia Markova. La décision de Barychnikov de rejoindre la compagnie de Balanchine étonne le monde de la danse. Balanchine n'a jamais chorégraphié le moindre ballet pour Barychnikov mais a dirigé le jeune danseur dans le style propre au chorégraphe. C'est ainsi que Barychnikov triomphe dans des rôles titres comme Apollon, Le Fils prodigue et Rubies.
Le 12 octobre 1979, Mikhaïl Barychnikov danse le rôle du poète dans La Sonnambula de George Balanchine avec le New York City Ballet au Kennedy Center à Washington. C'est sa dernière représentation avec cette compagnie due à une tendinite et d'autres blessures.
Il subit une opération du cœur en juillet 1979 à la suite d'une attaque cardiaque.

### Directeur artistique de l'American Ballet Theatre
Après avoir été son étoile incontestée, Mikhaïl Barychnikov devient le directeur artistique de l'American Ballet Theatre le 1er septembre 1980, poste qu'il occupera jusqu'en 1989.

### Citoyen américain, puis letton
| Vidéo externe | |
|               | Une vidéo de Barychnikov dansant Pergolesi (Twyla Tharp) avec le White Oak Dance Project en 1995 est visible ici(en) |

Le 3 juillet 1986, Mikhaïl Barychnikov est naturalisé citoyen américain. Il sera le directeur artistique du White Oak Dance Project de 1990 à 2002, une compagnie itinérante qu'il a fondée avec Mark Morris (cf. plus bas).
Durant l'été, de 2003 à 2007, il enseigne notamment à la jeune ballerine canadienne Chloé St-Félix, qu'il laisse étudier une fois mature, à l'École supérieure de Ballets contemporains de Montréal.
Il rejoint le Barychnikov Art Center de New York en 2004.
Au cours de l'été 2006, le danseur part en tournée à travers les États-Unis et l'Espagne avec la compagnie Hell's Kitchen Dance parrainée par le Baryshnikov Art Center, un programme d'encouragement et de promotion de la danse qu'il a créé dès 2003. Il interprète des œuvres de Aszure Barton (en) et Benjamin Millepied, résidents du Baryshnikov Art Center.
À la fin d'août 2007, Mikhaïl Barychnikov s'envole pour Stockholm pour interpréter Place (en suédois : Ställe), un ballet de Mats Ek avec Ana Laguna (en) comme partenaire.
Juste avant son 60e anniversaire, Mikhaïl Barychnikov paraît dans une suite de quatre courtes scènes de Samuel Beckett chorégraphiées par JoAnne Akalaitis, une réalisatrice d'avant-garde.
Barychnikov a été le porte-parole de la plupart de ses propres projets artistiques ainsi qu'à la promotion de la danse moderne en créant plusieurs dizaines de premières d'œuvres nouvelles dont plusieurs des siennes. Son succès comme acteur à la scène, au cinéma et à la télévision a certainement contribué à sa notoriété comme danseur de ballets modernes.
En 2017, la nationalité lettone lui est accordée.

## Vie privée
Lors d'une rencontre avec Larry King, Mikhaïl Barychnikov affirme qu'il ne croit pas au mariage car l'engagement que prennent des personnes l'une envers l'autre n'a rien à voir avec le mariage légal. Il dit également que, n'étant pas pratiquant, le fait de se tenir devant un autel n'a, pour lui, aucune signification.
Mikhail Barychnikov a une fille, Aleksandra Barychnikova (en), née en 1981 de sa liaison avec l'actrice Jessica Lange, à leur rencontre, le danseur parlant très mal l'anglais, ils devaient communiquer en français.
Avec l'ex-ballerine de l'American Ballet Theatre, Lisa Reinhart, il a eu trois enfants : Peter Andrew, Anna Katerina, et Sofia-Luisa.
Barychnikov a été l'ami de la chanteuse Barbara.

## Le danseur
Mikhaïl Barychnikov dit sur son ambition: « Lorsque je danse, je ne cherche à surpasser personne d’autre que moi. »
Le critique Clive Barnes du New York Times écrit à son sujet :
« Mikhaïl Barychnikov est le danseur le plus parfait que j'ai jamais vu,. »
Le talent de Mikhaïl Barichnikov s'impose dès son plus jeune âge mais, plus petit que la moyenne des danseurs, il ne dépasse pas en taille une ballerine lorsqu'elle monte sur les pointes. Aussi le système communiste le relègue dans des rôles secondaires. À cette époque, le monde de la danse adhère étroitement aux traditions héritées du XIXe siècle et ignore les chorégraphies créatives occidentales que Barychnikov entrevoit à l'occasion de tournées et dans des films. Son principal objectif en quittant l'Union des républiques socialistes soviétiques a été de travailler avec ces novateurs. Au cours des deux premières années après sa défection, il danse pour 13 chorégraphes dont Merce Cunningham, Martha Graham, Jerome Robbins, Glen Tetley, Alvin Ailey et Twyla Tharp. « Peu importe que chaque ballet soit un succès ou pas », dit-il en 1976 à Anna Kisselgoff alors critique de danse pour le New York Times, « cette nouvelle expérience m'apporte beaucoup. ». Il lui fait part de la fascination qu'exerce sur lui la façon dont Ailey utilise à la fois les techniques classiques et modernes et la gêne qu'il ressentait au début lorsque Tharp insistait pour incorporer des mouvements excentriques dans la danse.
Robbins crée Opus 19 : The Dreamer pour lui et la danseuse étoile du New York City Ballet, Patricia McBride,.
Quoi qu'il en soit, sa fascination pour la nouveauté lui conserve sa forme physique. Alors que sa technique a perdu de son brillant, la maîtrise de ses mouvements et sa présence sur la scène restent irrésistibles. « Peu importe que vous leviez la jambe haut. La technique est avant tout transparence, simplicité et tentative sérieuse,. ».
En juin 2016, il joue en solo dans le spectacle Letter to a man d'après le journal de Vaclav Nijinski, mis en scène par Bob Wilson à la Maison de la danse, dans le cadre des Nuits de Fourvière, à Lyon.

### White Oak Dance Project
Mikhaïl Barychnikov fonde avec Mark Morris la White Oak Dance Project, une compagnie dont il sera danseur et chorégraphe et dont le but est de créer des œuvres originales pour les danseurs âgés. C'est son amour pour la danse contemporaine qui le pousse à la création de sa propre compagnie qu'il dirigera jusqu'en 2002.

## L'acteur

### Cinéma
Mikhaïl Barychnikov fait ses débuts au cinéma en 1977, peu de temps après son arrivée à New York avec Le Tournant de la vie (The Turning Point), un long-métrage de Herbert Ross où il tient le rôle de Yuri Kopeikine, un fameux danseur russe. Il y forme un couple d'amants et de danseurs avec la ballerine Leslie Browne, qui joue dans le film, le rôle de la fille de Shirley MacLaine. Le film est nommé 11 fois à l'Oscar du cinéma 1977 dont une nomination pour Barychnikov en tant que meilleur acteur dans un second rôle.
Il est encore aux côtés de Gregory Hines et d'Isabella Rossellini dans le film Soleil de nuit (White Nights) (1985) connu pour la chanson de Lionel Richie Say You, Say Me qui remportera l'Oscar de la meilleure musique originale et chorégraphié par Twyla Tharp. Il figure aussi au générique de Dancers (1987) avec Julie Kent dans le rôle de Lisa, et la danseuse étoile Alessandra Ferri ; il est le partenaire de Gene Hackman dans Company Business. Enfin, il fait une apparition en 2014 dans The Ryan Initiative.

### Télévision
Mikhaïl Barychnikov commence une carrière à la télévision au début de 1976 sur le réseau public américain de télévision, Public Broadcasting Service (PBS), dans le programme In Performance Live from Wolf Trap. En 1977, il figure dans le rôle principal — aux côtés de Gelsey Kirkland, d'Alexander Minz et de nombre d'autres danseurs de la compagnie — d'une version filmée du ballet Casse-Noisette réalisée pour la télévision par l'American Ballet Theatre et diffusée avec un très vif succès à l'occasion des fêtes de Noël. Après avoir été deux fois à l'honneur sur le canal de CBS, ce ballet a été repris chaque Noël par PBS pendant plusieurs années et semble encore diffusé sur les antennes de quelques stations PBS. L'enregistrement de ce spectacle est primitivement paru en vidéo au Canada. Un DVD en a été réalisé par MGM/UA a été remasterisée sur support DVD par Kultur Video en 2004 et commercialisé par Amazon. Le Dvd est maintenant vendu au Royaume-Uni par Digital Classics. C'est un des produits les plus regardés au moment de Noël. Cette version avec Barychnikov est l'une des deux seules nommées aux Emmy Awards, l'autre étant celle, satirique, réalisée par Mark Morris.
Barychnikov est l'interprète de deux programmes télévisés ayant chacun remporté un Emmy Award. L'un, diffusé par l'American Broadcasting Company (ABC), montre Barychnikov dansant sur des airs de Broadway. L'autre, diffusé par les antennes de CBS le révèle sur des musiques d'Hollywood. Il se produit plusieurs fois avec l'American Ballet Theatre dans les programmes Live from Lincoln Center et Great Performances tout au long des décennies 1970 et 1980.
On a également pu le voir dans plusieurs émissions télévisées du Kennedy Center Honors.
En 1992, il s'associe au projet d'acteur Oleg Vidov, qui acquiert les droits de projection sur la collection des dessins animés de Soyuzmultfilm Studio (1936-1989), les restaure et fait doubler en anglais par les vedettes de cinéma américain comme Charlton Heston, Bill Murray, Timothy Dalton ou encore Kathleen Turner. Barychnikov intitule la série Les Contes De Mon Enfance (Stories From My Childhood). Plus tard, Soyuzmultfilm tente de récupérer ses dessins animés et un long procès s'engage entre les deux parties. En 2007, Vidov cède toute la collection à Alicher Ousmanov qui la remettra à la chaîne russe Bibigon,.
Le 2 novembre 2006, Mikhaïl Barychnikov et le chef cuisinier Alice Waters se retrouvent dans un épisode d’Iconoclasts, une série télévisée parue sur Sundance Channel. Tous deux se lient d'amitié. Ils discutent de leurs façons de vivre, de leurs sources d'inspiration respectives et de leurs projets. Alice Waters est venue visiter le Barychnikov Art center à New York pendant les représentations et Barychnikov n'a pas manqué de rendre la pareille en visitant Chez Panisse, le restaurant d'Alice Waters à Berkeley à l'occasion d'une tournée de la compagnie Hell's Kitchen Dance.
Barychnikov joue encore le rôle d'un artiste russe, Aleksandr Petrovsky, amoureux de Carrie Bradshaw dans les derniers épisodes de Sex and the City, une série de la télévision américaine (saison 6, épisodes 12 à 20).

## Récompenses
- 1966 : Concours de ballet de Varna (médaille d'or)
- 1969 : Concours international de ballet de Moscou (médaille d'or)

## Distinctions honorifiques
- Docteur honoris causa des universités suivantes :
  - 11 mai 2006 New York University
  - 28 septembre 2007 Shenandoah University - Shenandoah Conservatory
  - 23 mai 2008 Monclair State University
- 1978 : nomination pour l'Oscar et le Golden Globe du meilleur acteur dans un second rôle dans The Turning Point.
- 2017 : lauréat du Praemium Imperiale dans la catégorie « Théâtre et cinéma »[20].
- 2024 : l'astéroïde (20011) Baryshnikov est nommé en son honneur[21].